# Carl Lucas Alsberg
Carl Lucas Alsberg (New York, 2 aprile 1877 – Berkeley, 1º novembre 1940) è stato un chimico e biologo statunitense, commissario della Food and Drug Administration.

## Biografia

### Istruzione
Alsberg è nato a New York 1844. Ha ricevuto la sua laurea in medicina presso la Columbia University nel 1900.

### Incarichi
Alsberg stava lavorando come biochimico del Bureau of Plant Industry quando fu scelto dal Ministro dell'Agricoltura, James Wilson, con approvazione del Presidente Taft, per succedere a Harvey W. Wiley come capo del Bureau of Chemistry. Wiley si era dimesso quasi sei mesi prima di lasciare «Dr. Doolittle RE» come capo provvisorio. Alsberg non era uno dei candidati originali per la posizione. In realtà, la sua nomina fu uno shock per molti tra cui Wiley, il quale disse: «Il Dr. Alsberg arriva alla sua posizione di responsabilità, senza alcuna esperienza (qualunque sia) nelle funzioni esecutive che occuperanno il suo tempo e le sue capacità.» Wiley rimase scioccato dal fatto che né il dottor Bigelow, né H.E. Dr. Barnard, né il Dr. Doolittle R.E. furono scelti.

### Commissariato alla FDA
Alsberg ha lavorato come capo del Bureau of Chemistry dal 16 dicembre del 1912 al 15 luglio del 1921. Durante la sua amministrazione una maggiore attenzione è stata rivolta alla regolamentazione delle droghe/farmaci, alla ricerca, e a una filosofia di applicazione che si basava più sull'istruzione e sulla persuasione di azione penale.

### Dimissioni per pensionamento
Alsberg si dimise dal Bureau of Chemistry nel 1921 per unirsi alla facoltà di Stanford, dove divenne direttore dell'Istituto di ricerca alimentare dal 1921 fino al suo pensionamento. In una lettera, ringraziandolo per il suo lavoro, il segretario Wallace scrisse che l'amministrazione di Alsberg della Food and Drug era stata caratterizzata da "delicatezza, coraggio, giustizia e fiducia". Dopo le sue dimissioni, Alsberg ha continuato a scrivere e pubblicare opere [in verità in etichettatura (sofisticazioni).

## Pubblicazioni
- Alsberg, Carl L., Mechanisms of Cell Activity, Science, New Series, Vol. 34, No. 865 (Jul. 28, 1911), pp. 97-105.
- Alsberg, Carl L., Combination in the American Bread Industry, The Economic Journal, Vol. 37, No. 145 (Mar., 1927), pp. 105-107.
- Alsberg, Carl L., Address before the Biological Division of the American Chemical Society, Science, New Series, Vol. 38, No. 987 (Nov. 28, 1913), pp. 763-764.
- Alsberg, Carl L., Economic Aspects of Adulteration and Imitation., The Quarterly Journal of Economics, Vol. 46, No. 1 (Dec., 1931), pp. 1-33.
- Alsberg, Carl, Standards of Living As a Factor in International Relations, International Affairs (Royal Institute of International Affairs 1931-1939), Vol. 16, No. 6 (Nov., 1937), pp. 920-937